# 梨香の郷
梨香の郷（りこうのさと、英語: Riko no sato Cemetery）は、千葉県市川市にある公園墓地（霊園）である。所管は文化庁所管の宗教法人地蔵院。

## 概要
市川市柏井町にある公園墓地。2万3400平方メートルもの敷地内に、3,400区画の墓所や緑地公園がある。市川市の認可により2004年開園。平成12年、17年それぞれに、未利用地の再整備を含む墓所を拡大整備している。
- 総面積：約2万3400平方メートル（区画面積 約1万7,000平方メートル）
- 総区画数：約3,400区画
- 主要施設：法要施設、永代供養施設、管理館
- 宗教：不問
- 開園時間：9:00〜18:00
- 休園日：毎週水曜日（祝日の時は翌日）

## 周辺
- 中山競馬場
- 姥山貝塚
- 市川市文学の散歩道
- 市川市青年の森キャンプ場
- 市川市動植物園
- JR東日本 船橋法典駅

## アクセス
乗用車
- 京成本線 京成中山駅より、県道59号線を経由して約10km
- 京葉道路 原木インターチェンジより、県道180号線（松戸厚木線）を経由して約10km

送迎バス
- 最寄り駅である船橋法典駅から近郊を走る京成バスの路線バスはあるが、霊園を経由する公共交通機関はない。このため、船橋法典駅から、普段の平日は二往復、土曜・日曜・祝日および彼岸や盆の期間は随時、無料の送迎バスを運行している。